# Новый порядок в Индонезии
Новый порядок в Индонезии (индон. Orde Baru) — существовавший с 1960-x по 1990-е годы авторитарный режим и то, как его называл сам генерал Сухарто, лидер политической партии Голкар, использовавший этот термин, чтобы подчеркнуть отличия от прежнего режима Сукарно, главы партии индонезийских националистов.

## Предпосылки
Война за независимость Индонезии вызвала межобщинные, политические, экономические и социальные проблемы. В конце 1950-х годов имитационная (направляемая) демократия Сукарно столкнулась с сепаратистскими настроениями окраин и выступлениями исламистов на столичном острове Яве. Нарастали противоречия с военными, которые выступали против сближения Сукарно с Коммунистической партией Индонезии и финансовой поддержки от Советского Союза и Китая.
Прокоммунистическое движение 30 сентября в 1965 году предприняло неудачную попытку госпереворота, были убиты шесть высокопоставленных военных. Сухарто, который возглавлял стратегическое командование индонезийской армии с 1963 года, выжил и сумел подавить восстание, за которым последовали жестокие расправы: коммунисты и этнические китайцы подвергались нападениям со стороны поддерживаемых армией происламских групп, при этом индонезийскую армию поддерживало США.

## Приход к власти
В связи с беспорядками ситуация в стране стала неопределённой, политическая власть Сукарно ослабла, к власти пришла военная хунта. 25 июля 1966 года президент Сукарно возглавил кабинет Ампера, президиум которого, возглавляемый Сухарто, занимался реализацией мероприятий для удовлетворения «трёх народных требований».
Начало «Нового порядка» принято отсчитывать от приказа Supersemar от 11 марта 1966 года, которым Сухарто получил оперативные полномочия управления страной. Со сменой власти были связаны некоторые надежды индонизийцев, согласно риторике группы Поколение-66 молодые лидеры должны были помочь Индонезии оставить проблемные страницы истории в прошлом.
12 марта 1966 года в порядке реализации Сухарто издал указ о роспуске и запрете Коммунистической партии Индонезии. Также была произведена чистка кабинета министров от сторонников коммунистов. В сельских районах на острове Ява коммунисты подвергались резне.
22 февраля 1967 президент Сукарно передал власть генералу Сухарто. 12 марта 1967 года президент Сукарно был отстранён от власти и помещён под домашний арест. 27 марта 1968 года Сухарто был официально избран новым президентом.

## Правление
«Новый порядок» опирался на армию, которая за счёт принципа двойной функции (индон. dwifungsi) могла вмешиваться во все сферы жизни, также за счёт политических репрессий была ограничена деятельность иных политических сил.
Первый пятилетний экономический план (1969—1974, индон. Repelita: Rencana Pembangunan Lima Tahun) подразумевал развитие сельскохозяйственной инфраструктуры, второй (1974—1979) — развитие островов кроме Явы, Бали и Мадуры, третий (1979—1984) — развитие трудоёмких отраслей, четвёртый (1984—1989) — создание новых рабочих мест, а пятый (1989—1994) — упор на транспорт, связь и образование.
В 1970х годах доходы от нефтегазовой промышленности обеспечивали устойчивый рост ВВП. Хотя режим критиковался за коррупцию, он был в целом успешен экономически: в страну привлекались западные инвестиции, Индонезия стала основательницей АСЕАН, уровень жизни населения существенно вырос.
Компания Pertamina была спасена правительством после скандала в 1975 году, когда она объявила дефолт по долгам на сумму, равную 30 % ВВП Индонезии. В долговременном периоде это положительно повлияло на экономику Индонезии, завершивший расширение нефтегазовой промышленности и впоследствии слезшей с «нефтяной иглы».
В 1975 году Индонезия ввела войска в Восточный Тимор. В 1976 году сепаратисты провозглашают независимость провинции Ачех.
В 1976 Савито Картовибово заявил о том, что получил прозрение и написал письмо с критикой действующей власти, которое согласились подписать Мохаммад Хатта, Тахи Симатупанг, Соиканто Тджокродиатмодхо, Юстинус Дармоювоно и председатель Индонезийского совета улемов Хамка. В судебном процессе по делу Картовибово широко обсуждалась коррупция в стране.
С 1977 года главным оппонентом правящей партии при поддержке Нахдатул Улама становится происламская Партия единства и развития. В 1977—1978 годах Студенческие организации в Индонезии организовывали демонстрации против правительства. В 1978 году возник вопрос о признании местного религиозного верования кебатинан полноценной религией, что не было осуществлено.
В 1979 году из тюрьмы выходит Прамудья Ананта Тур. В 1980 году выходит петиция пятидесяти о том что Сухарто использует философию Панча Сила в собственных интересах.
С 1980 года начинается кампания по сплочению армии с народом (индон. pemanunggalan), когда силами армейских подразделений выполнялись инфраструктурные и строительные работы.
К успехам «Нового порядка» относят реформы, в результате которых индонезийский язык получил широкое распространение в стране. С 1955 по 1995 годы показатель количества детей у одной женщины упал с 6,4 до 2,8 детей. Повышение уровня жизни было больше всего заметно на столичном острове Яве, регионы в основном служили источником сырья.

## Падение
Антикоммунистический в начале и происламский в конце режим Сукарно отличался сползанием к тоталитаризму и не привёл к разрешению внутренних противоречий в стране. Под влиянием экономического кризиса в 1998 году в стране начался голод и массовые демонстрации, завершившие режим Сухарто в результате продемократической революции. Термин «новый порядок» стал уничижительным.